# Automobil-Weltmeisterschaft 1950
Die Automobil-Weltmeisterschaft 1950 war die 1. Saison der Automobil-Weltmeisterschaft, die heutzutage als Formel-1-Weltmeisterschaft bezeichnet wird. In ihrem Rahmen wurde über sieben Rennen in der Zeit vom 13. Mai 1950 bis zum 3. September 1950 die Fahrerweltmeisterschaft ausgetragen. Giuseppe Farina vom Team Alfa Romeo wurde der erste Formel-1-Weltmeister vor seinen Teamkollegen Juan Manuel Fangio und Luigi Fagioli. Insgesamt fanden 24 Rennen weltweit statt, von denen aber nur sieben für die Fahrer-Weltmeisterschaft zählten. Eine Konstrukteurs-Weltmeisterschaft wurde erst ab 1958 ausgetragen.
Der FIA-Ehrentitel Großer Preis von Europa wurde 1950 an den Großen Preis von Großbritannien vergeben.

## Hintergrund
Bereits für 1947 hatte die FIA ein neues technisches Reglement für die internationale Grand-Prix-Formel (Formule Internationale) verabschiedet, für das sich als höchste Klasse im Automobilsport die Bezeichnung „Formel 1“ bald allgemein durchsetzte. Diese Bauvorschriften definierten unter anderem einen maximalen Motorhubraum von 1,5 Litern für Motoren mit Kompressor, ohne Kompressor (Saugmotoren) waren 4,5 Liter zugelassen. Mit Ausnahme des 500-Meilen-Rennens von Indianapolis wurden alle Grandes Épreuves der Saison 1950 – also die offiziellen internationalen Großen Preise – mit Rennwagen nach diesen Bestimmungen ausgetragen.
Nachdem im Motorrad-Rennsport bereits 1949 erstmals eine Weltmeisterschaft ausgetragen worden war, entschied sich für 1950 auch die FIA zur Einführung eines solchen Championats. Wie schon bei der vorangegangenen Grand-Prix-Europameisterschaft handelte es sich dabei um eine reine Fahrer-Wertung, die auf Basis der Ergebnisse in der sieben Grandes Épreuves der Saison erfolgte. Für den Sieger eines Rennens gab es 8 Punkte, für den Zweitplatzierten 6 Punkte, für den dritten Platz 4 Punkte, der Vierte bekam 3 Punkte und der Fünfte schließlich 2 Punkte gutgeschrieben. Wenn sich Fahrer während des Rennens dabei am Steuer ablösten, wurden die Punkte entsprechend unter ihnen geteilt. Einen weiteren Punkt gab es außerdem jeweils für den Fahrer, der im Rennen die schnellste Runde erzielte. Auch hier erfolgte im Fall von Zeitgleichheit eine Punkteteilung. Den Titel bekam derjenige Fahrer zugesprochen, der mit seinen jeweils fünf besten Resultaten insgesamt die meisten Punkte erzielte.

## Teams und Fahrer
Die folgenden Teams und Fahrer nahmen an einem oder mehreren Grand-Prix-Rennen teil, die zur FIA-Automobil-Weltmeisterschaft 1950 zählten. Teilnehmer des Indianapolis 500 (Rennen No.3) sind hier nicht berücksichtigt.
| Team                         | Marke             | Fahrzeug                                                    | Reifen | Fahrer                | Rennen      |
| ---------------------------- | ----------------- | ----------------------------------------------------------- | ------ | --------------------- | ----------- |
| Alfa Romeo SpA               | Alfa Romeo        | Alfa Romeo Tipo 158 Alfetta Alfa Romeo Tipo 158/159         | P      | Juan Manuel Fangio    | 1–2, 4–7    |
| Alfa Romeo SpA               | Alfa Romeo        | Alfa Romeo Tipo 158 Alfetta Alfa Romeo Tipo 158/159         | P      | Giuseppe Farina       | 1–2, 4–7    |
| Alfa Romeo SpA               | Alfa Romeo        | Alfa Romeo Tipo 158 Alfetta Alfa Romeo Tipo 158/159         | P      | Luigi Fagioli         | 1–2, 4–7    |
| Alfa Romeo SpA               | Alfa Romeo        | Alfa Romeo Tipo 158 Alfetta Alfa Romeo Tipo 158/159         | P      | Reg Parnell           | 1           |
| Alfa Romeo SpA               | Alfa Romeo        | Alfa Romeo Tipo 158 Alfetta Alfa Romeo Tipo 158/159         | P      | Consalvo Sanesi       | 7           |
| Alfa Romeo SpA               | Alfa Romeo        | Alfa Romeo Tipo 158 Alfetta Alfa Romeo Tipo 158/159         | P      | Piero Taruffi         | 7           |
| Scuderia Ambrosiana          | Maserati          | Maserati 4CL / 4CLT                                         | D      | David Murray          | 1, 7        |
| Scuderia Ambrosiana          | Maserati          | Maserati 4CL / 4CLT                                         | D      | David Hampshire       | 1, 6        |
| Scuderia Ambrosiana          | Maserati          | Maserati 4CL / 4CLT                                         | D      | Reg Parnell           | 6           |
| T.A.S.O. Mathieson           | ERA               | ERA E-Type                                                  | D      | Leslie Johnson        | 1           |
| Peter Walker                 | ERA               | ERA E-Type                                                  | D      | Peter Walker          | 1           |
| Peter Walker                 | ERA               | ERA E-Type                                                  | D      | Tony Rolt             | 1           |
| Joe Fry                      | Maserati          | Maserati 4CL                                                | D      | Joe Fry               | 1           |
| Joe Fry                      | Maserati          | Maserati 4CL                                                | D      | Brian Shawe-Taylor    | 1           |
| Cuth Harrison                | ERA               | ERA B-Type                                                  | D      | Cuth Harrison         | 1–2, 7      |
| Bob Gerard                   | ERA               | ERA B-Type ERA A-Type                                       | D      | Bob Gerard            | 1–2         |
| Automobiles Talbot-Darracq   | Talbot-Lago       | Talbot-Lago T26C                                            | D      | Yves Giraud-Cabantous | 1, 4–6      |
| Automobiles Talbot-Darracq   | Talbot-Lago       | Talbot-Lago T26C                                            | D      | Louis Rosier          | 1, 4–6      |
| Automobiles Talbot-Darracq   | Talbot-Lago       | Talbot-Lago T26C                                            | D      | Philippe Étancelin    | 1, 5        |
| Automobiles Talbot-Darracq   | Talbot-Lago       | Talbot-Lago T26C                                            | D      | Eugène Martin         | 1, 4        |
| Automobiles Talbot-Darracq   | Talbot-Lago       | Talbot-Lago T26C                                            | D      | Raymond Sommer        | 6           |
| Ecurie Belge                 | Talbot-Lago       | Talbot-Lago T26C                                            | D      | Johnny Claes          | 1–2, 4–7    |
| Officine Alfieri Maserati    | Maserati          | Maserati 4CL / 4CLT                                         | P      | Louis Chiron          | 1–2, 4, 6–7 |
| Officine Alfieri Maserati    | Maserati          | Maserati 4CL / 4CLT                                         | P      | Franco Rol            | 2, 6–7      |
| Enrico Platé                 | Maserati          | Maserati 4CL / 4CLT                                         | P      | Toulo de Graffenried  | 1–2, 4, 7   |
| Enrico Platé                 | Maserati          | Maserati 4CL / 4CLT                                         | P      | Birabongse Bhanudej   | 1–2, 4, 7   |
| Joe Kelly                    | Alta              | Alta GP                                                     | D      | Joe Kelly             | 1           |
| Geoffrey Crossley            | Alta              | Alta GP                                                     | D      | Geoffrey Crossley     | 1, 5        |
| Scuderia Achille Varzi       | Maserati          | Maserati 4CL / 4CLT                                         | P      | José Froilán González | 2, 6        |
| Scuderia Achille Varzi       | Maserati          | Maserati 4CL / 4CLT                                         | P      | Alfredo Pián          | 2           |
| Scuderia Achille Varzi       | Maserati          | Maserati 4CL / 4CLT                                         | P      | Nello Pagani          | 4           |
| Horschell Racing Corporation | Cooper-JAP        | Cooper T12                                                  | D      | Harry Schell          | 2           |
| Equipe Gordini               | Simca-Gordini     | Simca-Gordini T15                                           | E      | Robert Manzon         | 2, 6–7      |
| Equipe Gordini               | Simca-Gordini     | Simca-Gordini T15                                           | E      | Maurice Trintignant   | 2, 7        |
| Philippe Étancelin           | Talbot-Lago       | Talbot-Lago T26C                                            | D      | Philippe Étancelin    | 2, 4, 6–7   |
| Philippe Étancelin           | Talbot-Lago       | Talbot-Lago T26C                                            | D      | Eugène Chaboud        | 6           |
| Ecurie Rosier                | Talbot-Lago       | Talbot-Lago T26C T26C-GS                                    | D      | Louis Rosier          | 2, 7        |
| Ecurie Rosier                | Talbot-Lago       | Talbot-Lago T26C T26C-GS                                    | D      | Henri Louveau         | 7           |
| Peter Whitehead              | Ferrari           | Ferrari 125 F1                                              | D P    | Peter Whitehead       | 2, 6–7      |
| Scuderia Ferrari             | Ferrari           | Ferrari 125 F1 Ferrari 166F2-50 Ferrari 275F1 Ferrari 375F1 | P      | Luigi Villoresi       | 2, 4–6      |
| Scuderia Ferrari             | Ferrari           | Ferrari 125 F1 Ferrari 166F2-50 Ferrari 275F1 Ferrari 375F1 | P      | Alberto Ascari        | 2, 4–7      |
| Scuderia Ferrari             | Ferrari           | Ferrari 125 F1 Ferrari 166F2-50 Ferrari 275F1 Ferrari 375F1 | P      | Raymond Sommer        | 2, 4        |
| Scuderia Ferrari             | Ferrari           | Ferrari 125 F1 Ferrari 166F2-50 Ferrari 275F1 Ferrari 375F1 | P      | Dorino Serafini       | 7           |
| Scuderia Milano              | Maserati-Speluzzi | Maserati 4CL / 4CLT                                         | P      | Felice Bonetto        | 4, 6        |
| Scuderia Milano              | Maserati-Speluzzi | Maserati 4CL / 4CLT                                         | P      | Gianfranco Comotti    | 7           |
| Scuderia Milano              | Maserati-Speluzzi | Maserati 4CL / 4CLT                                         | P      | Paul Pietsch          | 7           |
| Scuderia Milano              | Milano-Speluzzi   | Milano 1                                                    | P      | Felice Bonetto        | 7           |
| Antonio Branca               | Maserati          | Maserati 4CL                                                | P      | Antonio Branca        | 4-5         |
| Ecurie Bleue                 | Talbot-Lago       | Talbot-Lago T26C                                            | D      | Harry Schell          | 4           |
| Pierre Levegh                | Talbot-Lago       | T2Talbot-Lago T26C                                          | D      | Pierre Levegh         | 5–7         |
| Raymond Sommer               | Talbot-Lago       | T26C                                                        | D      | Raymond Sommer        | 5, 7        |
| Ecurie Lutetia               | Talbot-Lago       | T26C-DA                                                     | D      | Eugène Chaboud        | 5–6         |
| Charles Pozzi                | Talbot-Lago       | T26C                                                        | D      | Charles Pozzi         | 6           |
| Charles Pozzi                | Talbot-Lago       | T26C                                                        | D      | Louis Rosier          | 6           |
| Clemente Biondetti           | Ferrari-Jaguar    | Biondetti/166 SC                                            | P      | Clemente Biondetti    | 7           |
| Guy Mairesse                 | Talbot-Lago       | T26C                                                        | D      | Guy Mairesse          | 7           |

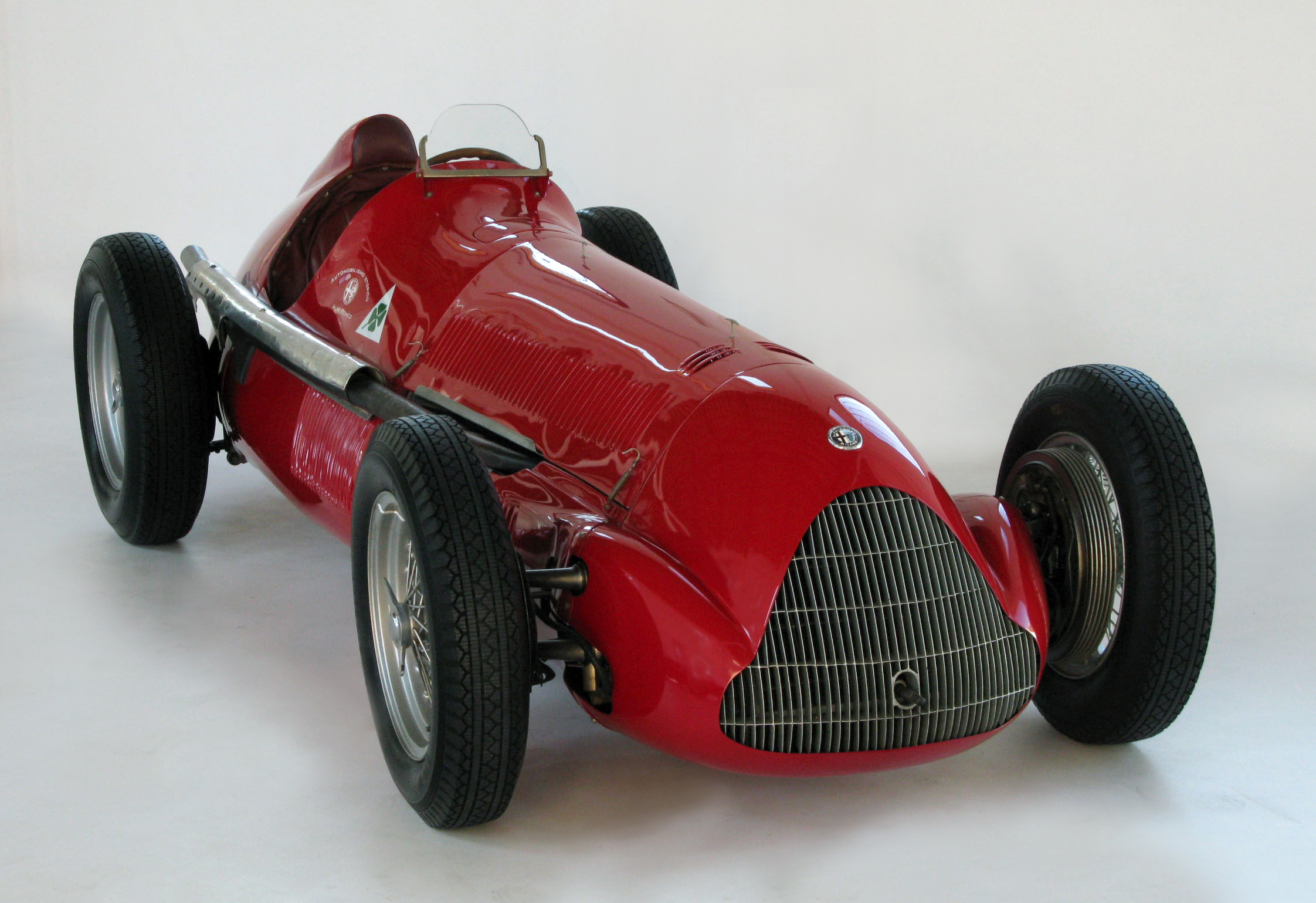
Alfa Romeo 158
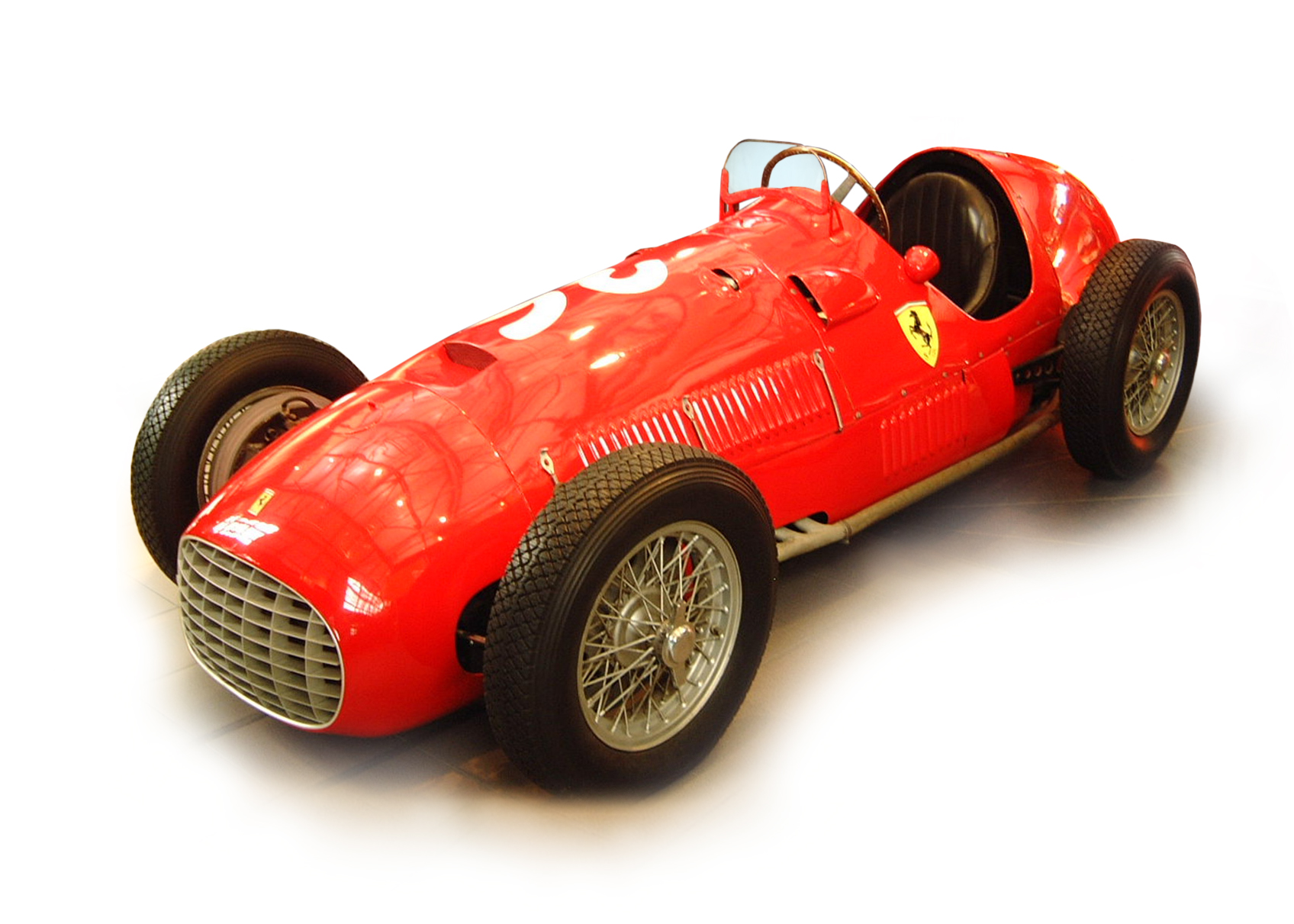
Ferrari 375 F1
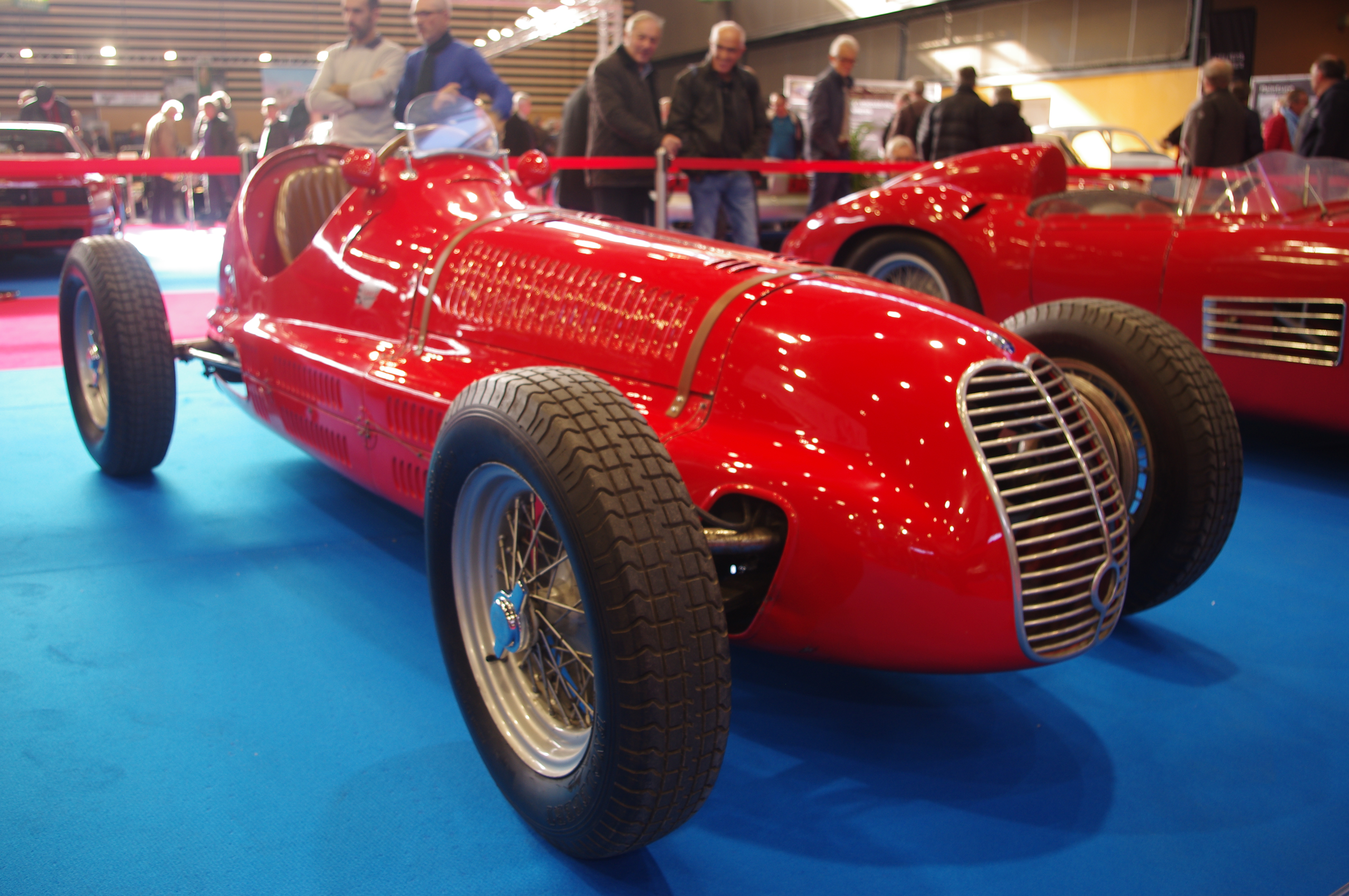
Maserati 4CL
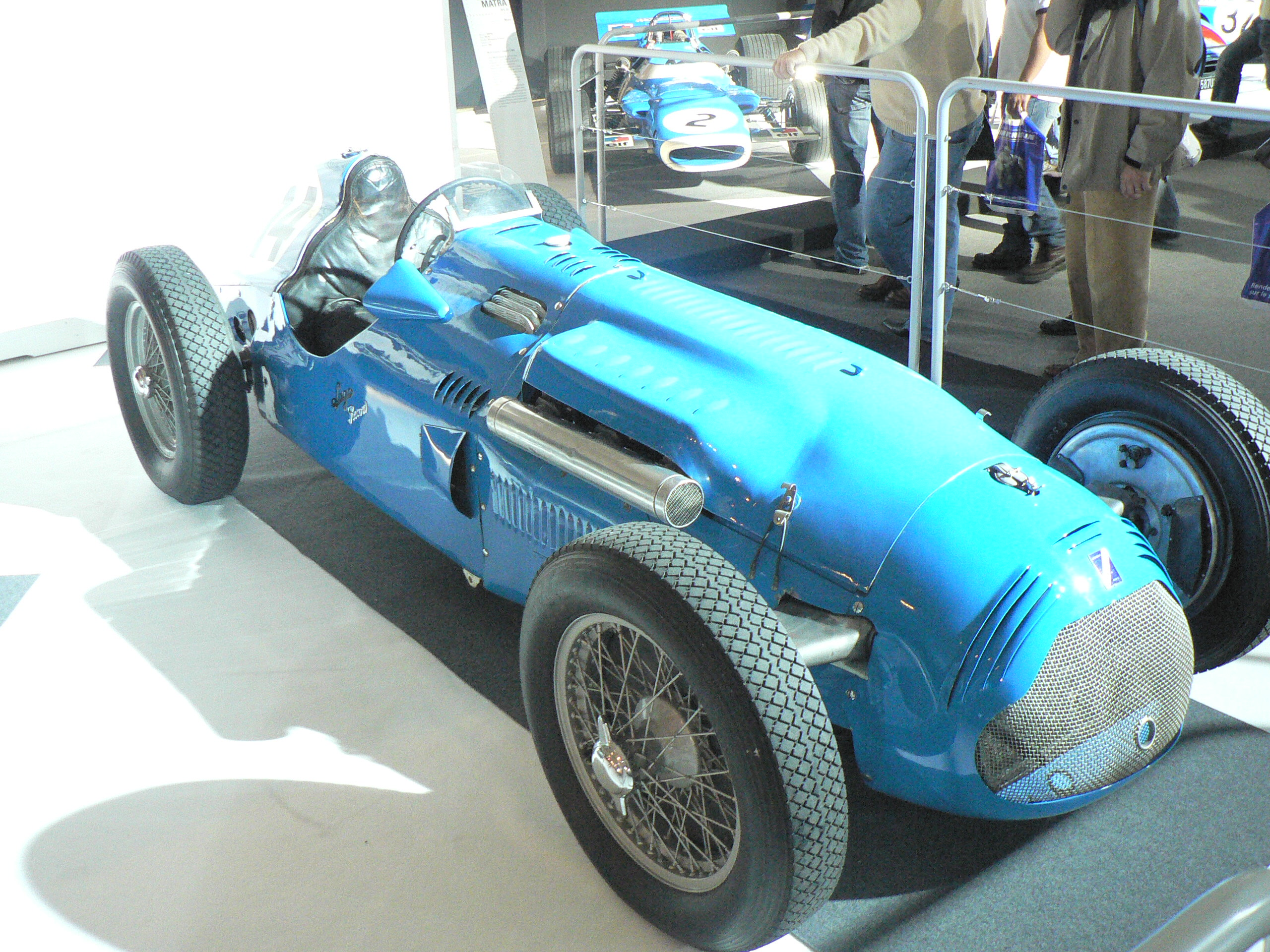
Talbot-Lago_T26C
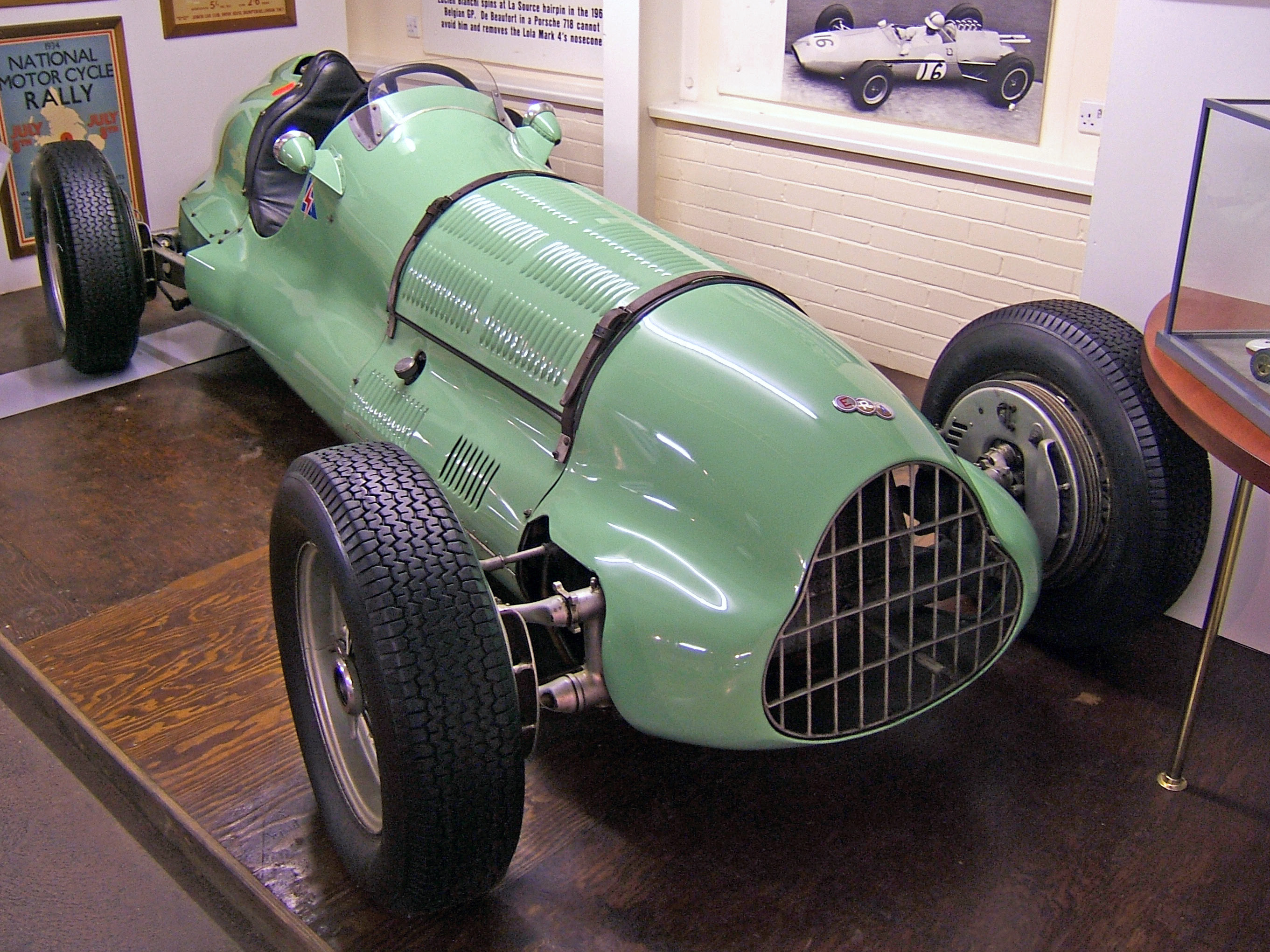
ERA_E-type (English Racing Automobiles)

## Rennberichte

### Großer Preis von Großbritannien
| Platz | Fahrer          | Team       | Zeit      |
| ----- | --------------- | ---------- | --------- |
| 1     | Giuseppe Farina | Alfa Romeo | 2:13:23,6 |
| 2     | Luigi Fagioli   | Alfa Romeo | + 2,6     |
| 3     | Reg Parnell     | Alfa Romeo | + 52,0    |
| PP    | Giuseppe Farina | Alfa Romeo | 1:50,8    |
| SR    | Giuseppe Farina | Alfa Romeo | 1:50,6    |

Der Große Preis von Großbritannien (damals unter dem FIA-Ehrentitel Großer Preis von Europa geführt) fand am 13. Mai 1950 auf dem Silverstone Circuit statt und ging über eine Distanz von 70 Runden (325,430 km).
Das erste Rennen der WM-Geschichte fand wie in Großbritannien üblich an einem Samstag statt, unter den Augen des britischen Königs Georg VI., um die traditionelle Sonntagsruhe der Briten nicht zu stören. Die Ferraris waren nicht angereist, und so machten die überlegenen Alfa Romeos das Rennen unter sich aus. Farina und Fangio kämpften um die Führung, bis letzterer wegen eines Öllecks ausschied. So gewann Giuseppe Farina den ersten Formel-1-Weltmeisterschaftslauf.

### Großer Preis von Monaco
| Platz | Fahrer             | Team       | Zeit       |
| ----- | ------------------ | ---------- | ---------- |
| 1     | Juan Manuel Fangio | Alfa Romeo | 3:13:18,7  |
| 2     | Alberto Ascari     | Ferrari    | + 1 Runde  |
| 3     | Louis Chiron       | Maserati   | + 2 Runden |
| PP    | Juan Manuel Fangio | Alfa Romeo | 1:50,2     |
| SR    | Juan Manuel Fangio | Alfa Romeo | 1:51,0     |

Der Große Preis von Monaco fand am 21. Mai 1950 auf dem Circuit de Monaco in Monte Carlo statt und ging über 100 Runden (318 km).
Hereingeschwapptes Meerwasser in der Tabakkurve führte zu einer Massenkollision nach der ersten Runde, bei der zehn der 19 Autos ausschieden, darunter auch Farina. Fangio erreichte einen ungefährdeten Sieg, eine Runde vor dem Ferrari von Alberto Ascari.

### Indianapolis 500
| Platz | Fahrer          | Team               | Zeit               |
| ----- | --------------- | ------------------ | ------------------ |
| 1     | Johnnie Parsons | Kurtis-Offenhauser | 2:46:55,97         |
| 2     | Bill Holland    | Deidt-Offenhauser  | + 1 Runde          |
| 3     | Mauri Rose      | Deidt-Offenhauser  | + 1 Runde          |
| PP    | Walt Faulkner   | Kurtis-Offenhauser | 4:27,97 (4 Runden) |
| SR    | Johnnie Parsons | Kurtis-Offenhauser | 1:09,77            |

Beim Indianapolis 500 1950 blieben die US-amerikanischen Fahrer weitgehend unter sich. Die europäischen Teams betrachteten das Rennen als Streichresultat. Sieger des wegen Regens nach 138 von 200 Runden abgebrochenen Rennens war Johnnie Parsons.

### Großer Preis der Schweiz
| Platz | Fahrer             | Team        | Zeit      |
| ----- | ------------------ | ----------- | --------- |
| 1     | Giuseppe Farina    | Alfa Romeo  | 2:02:53,7 |
| 2     | Luigi Fagioli      | Alfa Romeo  | + 0,4     |
| 3     | Louis Rosier       | Talbot-Lago | + 1 Runde |
| PP    | Juan Manuel Fangio | Alfa Romeo  | 2:42,1    |
| SR    | Giuseppe Farina    | Alfa Romeo  | 2:41,6    |

Der Grosse Preis der Schweiz fand am 4. Juni 1950 statt und ging über 42 Runden (305,76 km).
Auch in der Schweiz hielt niemand mit den Alfa Romeos mit, und nachdem Fangio wegen Problemen mit der Elektrik ausgeschieden war, feierte Farina seinen zweiten Saisonsieg.

### Großer Preis von Belgien
| Platz | Fahrer             | Team        | Zeit      |
| ----- | ------------------ | ----------- | --------- |
| 1     | Juan Manuel Fangio | Alfa Romeo  | 2:47:26,0 |
| 2     | Luigi Fagioli      | Alfa Romeo  | + 14,0    |
| 3     | Louis Rosier       | Talbot-Lago | + 2:19,0  |
| PP    | Giuseppe Farina    | Alfa Romeo  | 4:37,0    |
| SR    | Giuseppe Farina    | Alfa Romeo  | 4:34,1    |

Der Große Preis von Belgien fand am 18. Juni 1950 auf dem Circuit de Spa-Francorchamps statt und ging über 35 Runden (494,2 km).
Erneut dominierten die Alfa Romeos das Geschehen, doch in der Phase der Tankstopps setzte sich Raymond Sommer im unterlegenen Talbot-Lago an die Spitze. Die italienischen Autos hatten ihn bald wieder eingeholt, doch fuhr er mit ihnen mit, bevor sein Auto einen Motorschaden erlitt. Probleme mit seinem Auto warfen Farina auf den vierten Platz zurück und Fangio gewann.

### Großer Preis von Frankreich
| Platz | Fahrer             | Team       | Zeit       |
| ----- | ------------------ | ---------- | ---------- |
| 1     | Juan Manuel Fangio | Alfa Romeo | 2:57:26,0  |
| 2     | Luigi Fagioli      | Alfa Romeo | + 25,7     |
| 3     | Peter Whitehead    | Ferrari    | + 3 Runden |
| PP    | Juan Manuel Fangio | Alfa Romeo | 2:30,6     |
| SR    | Juan Manuel Fangio | Alfa Romeo | 2:35,6     |

Der Große Preis von Frankreich fand am 2. Juli 1950 auf dem Rennkurs Circuit de Reims-Gueux statt und ging über 64 Runden (500,16 km).
Das Ferrari-Werksteam zog seine Nennung zurück und das Rennen war erneut eine ungefährdete Angelegenheit für Alfa Romeo. Nachdem Giuseppe Farina mit gebrochener Benzinpumpe ausgeschieden war, feierte Fangio seinen dritten Saisonsieg vor Teamkollege Luigi Fagioli. Der dritte, Peter Whitehead in einem privaten Ferrari, hatte schon drei Runden Rückstand.

### Großer Preis von Italien
| Platz | Fahrer                         | Team       | Zeit      |
| ----- | ------------------------------ | ---------- | --------- |
| 1     | Giuseppe Farina                | Alfa Romeo | 2:15:17,4 |
| 2     | Dorino Serafini Alberto Ascari | Ferrari    | + 1:18,6  |
| 3     | Luigi Fagioli                  | Alfa Romeo | + 1:35,6  |
| PP    | Juan Manuel Fangio             | Alfa Romeo | 1:58,6    |
| SR    | Juan Manuel Fangio             | Alfa Romeo | 2:00,0    |

Der Große Preis von Italien fand am 3. September 1950 auf dem Autodromo Nazionale Monza statt und ging über 80 Runden (504 km).
Ferrari erschien mit dem neuen 375 V12 und bot den Alfa Romeos Paroli. Alberto Ascari übernahm zwar nach einem Defekt den Wagen seines Teamkollegen Dorino Serafini, lieferte sich aber weiterhin mit Farina einen harten Kampf um die Spitze. Pech hatte Juan Manuel Fangio: Sein Wagen hatte Getriebeschaden, also übernahm er den Wagen von Piero Taruffi, doch nach 34 Runden schied er wiederum aus – aufgrund eines Motorschadens. Er sah zu, wie Giuseppe Farina das Rennen und somit den Weltmeistertitel gewann.

## Fahrerwertung
Für die Fahrerweltmeisterschaft 1950 galten folgende Regeln der Punkteverteilung:
| Platz 1          | 8 Punkte |
| Platz 2          | 6 Punkte |
| Platz 3          | 4 Punkte |
| Platz 4          | 3 Punkte |
| Platz 5          | 2 Punkte |
| schnellste Runde | 1 Punkt  |

- Es gingen nur die besten vier Resultate aus den sieben Rennen in die Wertung ein. Es kam dennoch nur zu einem einzigen Streichresultat (Fagioli in Monza).
- Es war erlaubt, die Fahrer zu wechseln. Wurde dies gemacht, bekam jeder Fahrer die Hälfte der Punktzahl des mit dem Fahrzeug erreichten Platzes, unabhängig davon, wie groß sein Anteil an der Gesamtdistanz war.

| Pos. | Fahrer                  | Konstrukteur             |     |     |      |     |     |     |       | Punkte  | Punkte  |
| 01   | Giuseppe Farina         | Alfa Romeo               | 1   | DNF |      | 1   | 4   | 7   | 1     | 30      | 30      |
| 02   | Juan Manuel Fangio      | Alfa Romeo               | DNF | 1   |      | DNF | 1   | 1   | DNF   | 27      | 27      |
| 03   | Luigi Fagioli           | Alfa Romeo               | 2   | DNF |      | 2   | 2   | 2   | (3)   | 24 (28) | 24 (28) |
| 04   | Louis Rosier            | Talbot-Lago              | 5   | DNF |      | 3   | 3   | 6   | 4     | 13      | 13      |
| 05   | Alberto Ascari          | Ferrari                  |     | 2   |      | DNF | 5   |     | DNF/2 | 11      | 11      |
| 06   | Johnnie Parsons         | Kurtis Kraft             |     |     | 1    |     |     |     |       | 9       | 9       |
| 07   | Bill Holland            | Deidt                    |     |     | 2    |     |     |     |       | 6       | 6       |
| 08   | B. Bira                 | Maserati                 | DNF | 5   |      | 4   |     |     | DNF   | 5       | 5       |
| 09   | Louis Chiron            | Maserati                 | DNF | 3   |      | 9   |     | DNF | DNF   | 4       | 4       |
| 10   | Reg Parnell             | Alfa Romeo               | 3   |     |      |     |     |     |       | 4       | 4       |
| 10   | Reg Parnell             | Maserati                 |     |     |      |     |     | DNF |       | 0       | 4       |
| 11   | Mauri Rose              | Deidt                    |     |     | 3    |     |     |     |       | 4       | 4       |
| 11   | Peter Whitehead         | Ferrari                  |     |     |      |     |     | 3   |       | 4       | 4       |
| 13   | Dorino Serafini         | Ferrari                  |     |     |      |     |     |     | 2     | 3       | 3       |
| 14   | Yves Giraud-Cabantous   | Talbot-Lago              | 4   |     |      | DNF | DNF | 8   |       | 3       | 3       |
| 15   | Raymond Sommer          | Ferrari                  |     | 4   |      | DNF |     |     |       | 3       | 3       |
| 15   | Raymond Sommer          | Talbot-Lago              |     |     |      |     | DNF | DNF | DNF   | 0       | 3       |
| 16   | Robert Manzon           | Simca-Gordini            |     | DNF |      |     |     | 4   | DNF   | 3       | 3       |
| 17   | Cecil Green             | Kurtis Kraft             |     |     | 4    |     |     |     |       | 3       | 3       |
| 18   | Philippe Étancelin      | Talbot-Lago              | 8   | DNF |      | DNF | DNF | 5   | 5     | 3       | 3       |
| 19   | Felice Bonetto          | Maserati                 |     |     |      | 5   |     | DNF | DNS   | 2       | 2       |
| 20   | Joie Chitwood           | Kurtis Kraft             |     |     | 31/5 |     |     |     |       | 1       | 1       |
| 21   | Eugène Chaboud          | Talbot-Lago              |     |     |      |     | DNF | 5   |       | 1       | 1       |
| 22   | Tony Bettenhausen       | Kurtis Kraft             |     |     | 5    |     |     |     |       | 1       | 1       |
| 23   | Toulo de Graffenried    | Maserati                 | DNF | DNF |      | 6   |     |     | 6     | 0       | 0       |
| 24   | Frederic Roberts-Gerard | E.R.A.                   | 6   | 6   |      |     |     |     |       | 0       | 0       |
| 25   | Luigi Villoresi         | Ferrari                  |     | DNF |      | DNF | 6   |     |       | 0       | 0       |
| 26   | Charles Pozzi           | Talbot-Lago              |     |     |      |     |     | 6   |       | 0       | 0       |
| 26   | Lee Wallard             | Moore                    |     |     | 6    |     |     |     |       | 0       | 0       |
| 28   | Johnny Claes            | Talbot-Lago              | 11  | 7   |      | 10  | 8   | DNF | DNF   | 0       | 0       |
| 29   | Cuth Harrison           | E.R.A.                   | 7   | DNF |      |     |     |     | DNF   | 0       | 0       |
| 29   | Pierre Levegh           | Talbot-Lago              |     |     |      |     | 7   | DNF | DNF   | 0       | 0       |
| 31   | Walt Faulkner           | Kurtis Kraft             |     |     | 7    |     |     |     |       | 0       | 0       |
| 31   | Nello Pagani            | Maserati                 |     |     |      | 7   |     |     |       | 0       | 0       |
| 33   | Harry Schell            | Talbot-Lago              |     |     |      | 8   |     |     |       | 0       | 0       |
| 33   | Harry Schell            | Cooper                   |     | DNF |      |     |     |     |       | 0       | 0       |
| 34   | George Connor           | Lesovsky                 |     |     | 8    |     |     |     |       | 0       | 0       |
| 35   | Geoffrey Crossley       | Alta                     | NC  |     |      |     | 9   |     |       | 0       | 0       |
| 36   | David Hampshire         | Maserati                 | 9   |     |      |     |     | DNF |       | 0       | 0       |
| 37   | Paul Russo              | Nichels                  |     |     | 9    |     |     |     |       | 0       | 0       |
| 38   | Antonio Branca          | Maserati                 |     |     |      | 11  | 10  |     |       | 0       | 0       |
| 39   | Pat Flaherty            | Kurtis Kraft             |     |     | 10   |     |     |     |       | 0       | 0       |
| 39   | Joe Fry                 | Maserati                 | 10  |     |      |     |     |     |       | 0       | 0       |
| 39   | Brian Shawe-Taylor      | Maserati                 | 10  |     |      |     |     |     |       | 0       | 0       |
| 42   | Myron Fohr              | Marchese                 |     |     | 11   |     |     |     |       | 0       | 0       |
| 43   | Duane Carter            | Stevens                  |     |     | 12   |     |     |     |       | 0       | 0       |
| 44   | Mack Hellings           | Kurtis Kraft             |     |     | 13   |     |     |     |       | 0       | 0       |
| 45   | Jack McGrath            | Kurtis Kraft             |     |     | 14   |     |     |     |       | 0       | 0       |
| 46   | Troy Ruttman            | Lesovsky                 |     |     | 15   |     |     |     |       | 0       | 0       |
| 47   | Gene Hartley            | Langley                  |     |     | 16   |     |     |     |       | 0       | 0       |
| 48   | Jimmy Davies            | Ewing                    |     |     | 17   |     |     |     |       | 0       | 0       |
| 49   | Johnny McDowell         | Kurtis Kraft             |     |     | 18   |     |     |     |       | 0       | 0       |
| 50   | Walt Brown              | Kurtis Kraft             |     |     | 19   |     |     |     |       | 0       | 0       |
| 51   | Travis Webb             | Maserati                 |     |     | 20   |     |     |     |       | 0       | 0       |
| 52   | Jerry Hoyt              | Kurtis Kraft             |     |     | 21   |     |     |     |       | 0       | 0       |
| 53   | Walt Ader               | Rae                      |     |     | 22   |     |     |     |       | 0       | 0       |
| 54   | Jackie Holmes           | Olson                    |     |     | 23   |     |     |     |       | 0       | 0       |
| 55   | Richard Rathmann        | Wetteroth                |     |     | 24   |     |     |     |       | 0       | 0       |
| 56   | Fred Agabashian         | Maserati                 |     |     | 25   |     |     |     |       | 0       | 0       |
| 56   | Fred Agabashian         | Kurtis Kraft             |     |     | 28   |     |     |     |       | 0       | 0       |
| 57   | Henry Banks             | Maserati                 |     |     | 25   |     |     |     |       | 0       | 0       |
| 58   | Bill Schindler          | Snowberger               |     |     | 26   |     |     |     |       | 0       | 0       |
| 59   | Bill Cantrell           | Adams                    |     |     | 27   |     |     |     |       | 0       | 0       |
| 59   | Bill Cantrell           | Kurtis Kraft             |     |     | DNQ  |     |     |     |       | 0       | 0       |
| 60   | Bayliss Levrett         | Adams                    |     |     | 27   |     |     |     |       | 0       | 0       |
| 61   | Jimmy Jackson           | Kurtis Kraft             |     |     | 29   |     |     |     |       | 0       | 0       |
| 62   | Sam Hanks               | Kurtis Kraft             |     |     | 30   |     |     |     |       | 0       | 0       |
| 63   | Tony Bettenhausen       | Deidt Tuffanelli Derrico |     |     | 31   |     |     |     |       | 0       | 0       |
| 64   | Dick Rathmann           | Watson                   |     |     | 32   |     |     |     |       | 0       | 0       |
| 65   | Duke Dinsmore           | Kurtis Kraft             |     |     | 33   |     |     |     |       | 0       | 0       |
| —    | Joe Kelly               | Alta                     | NC  |     |      |     |     |     |       | 0       | 0       |
| —    | Franco Rol              | Maserati                 |     | DNF |      |     |     | DNF | DNF   | 0       | 0       |
| —    | José Froilán González   | Maserati                 |     | DNF |      |     |     | DNF |       | 0       | 0       |
| —    | Eugène Martin           | Talbot-Lago              | DNF |     |      | DNF |     |     |       | 0       | 0       |
| —    | David Murray            | Maserati                 | DNF |     |      |     |     |     | DNF   | 0       | 0       |
| —    | Maurice Trintignant     | Simca-Gordini            |     | DNF |      |     |     |     | DNF   | 0       | 0       |
| —    | Clemente Biondetti      | Ferrari                  |     |     |      |     |     |     | DNF   | 0       | 0       |
| —    | Gianfranco Comotti      | Maserati                 |     |     |      |     |     |     | DNF   | 0       | 0       |
| —    | Leslie Johnson          | E.R.A.                   | DNF |     |      |     |     |     |       | 0       | 0       |
| —    | Henri Louveau           | Talbot-Lago              |     |     |      |     |     |     | DNF   | 0       | 0       |
| —    | Guy Mairesse            | Talbot-Lago              |     |     |      |     |     |     | DNF   | 0       | 0       |
| —    | Paul Pietsch            | Maserati                 |     |     |      |     |     |     | DNF   | 0       | 0       |
| —    | Tony Rolt               | E.R.A.                   | DNF |     |      |     |     |     |       | 0       | 0       |
| —    | Consalvo Sanesi         | Alfa Romeo               |     |     |      |     |     |     | DNF   | 0       | 0       |
| —    | Piero Taruffi           | Alfa Romeo               |     |     |      |     |     |     | DNF   | 0       | 0       |
| —    | Peter Walker            | E.R.A.                   | DNF |     |      |     |     |     |       | 0       | 0       |
| —    | Alfredo Piàn            | Maserati                 |     | DNS |      |     |     |     |       | 0       | 0       |
| —    | Charles van Acker       | Stevens                  |     |     | DNQ  |     |     |     |       | 0       | 0       |
| —    | Emil Andres             | Kurtis Kraft             |     |     | DNQ  |     |     |     |       | 0       | 0       |
| —    | Manuel Ayulo            | Maserati                 |     |     | DNQ  |     |     |     |       | 0       | 0       |
| —    | Mike Burch              | Maserati                 |     |     | DNQ  |     |     |     |       | 0       | 0       |
| —    | Hal Cole                | Kurtis Kraft             |     |     | DNQ  |     |     |     |       | 0       | 0       |
| —    | Ted Duncan              | Kurtis Kraft             |     |     | DNQ  |     |     |     |       | 0       | 0       |
| —    | Kenny Eaton             | Bardazon                 |     |     | DNQ  |     |     |     |       | 0       | 0       |
| —    | Kenny Eaton             | Kurtis Kraft             |     |     | DNQ  |     |     |     |       | 0       | 0       |
| —    | Milt Fankhouser         | Stevens                  |     |     | DNQ  |     |     |     |       | 0       | 0       |
| —    | John Fedricks           | Kupiec                   |     |     | DNQ  |     |     |     |       | 0       | 0       |
| —    | George Fonder           | Deidt Tuffanelli Derrico |     |     | DNQ  |     |     |     |       | 0       | 0       |
| —    | Carl Forberg            | Miller                   |     |     | DNQ  |     |     |     |       | 0       | 0       |
| —    | Dick Frazier            | Meyer                    |     |     | DNQ  |     |     |     |       | 0       | 0       |
| —    | Bob Gregg               | Kurtis Kraft             |     |     | DNQ  |     |     |     |       | 0       | 0       |
| —    | Cliff Griffith          | Miller                   |     |     | DNQ  |     |     |     |       | 0       | 0       |
| —    | Norm Houser             | Kurtis Kraft             |     |     | DNQ  |     |     |     |       | 0       | 0       |
| —    | Joseph James            | Kurtis Kraft             |     |     | DNQ  |     |     |     |       | 0       | 0       |
| —    | Joseph James            | Weidel                   |     |     | DNQ  |     |     |     |       | 0       | 0       |
| —    | Danny Kladis            | Maserati                 |     |     | DNQ  |     |     |     |       | 0       | 0       |
| —    | Chuck Leighton          | Cantarano                |     |     | DNQ  |     |     |     |       | 0       | 0       |
| —    | Mark Light              | Meyer                    |     |     | DNQ  |     |     |     |       | 0       | 0       |
| —    | Mark Light              | Stevens                  |     |     | DNQ  |     |     |     |       | 0       | 0       |
| —    | Andy Linden             | Bromme                   |     |     | DNQ  |     |     |     |       | 0       | 0       |
| —    | George Lynch            | Snowberger               |     |     | DNQ  |     |     |     |       | 0       | 0       |
| —    | Johnny Mauro            | Alfa Romeo               |     |     | DNQ  |     |     |     |       | 0       | 0       |
| —    | Cy Marshall             | Miller                   |     |     | DNQ  |     |     |     |       | 0       | 0       |
| —    | Al Miller               | Miller                   |     |     | DNQ  |     |     |     |       | 0       | 0       |
| —    | Chet Miller             | Kurtis Kraft             |     |     | DNQ  |     |     |     |       | 0       | 0       |
| —    | Duke Nalon              | Kurtis Kraft             |     |     | DNQ  |     |     |     |       | 0       | 0       |
| —    | Ralph Pratt             | Bardazon                 |     |     | DNQ  |     |     |     |       | 0       | 0       |
| —    | Ralph Pratt             | Gdula                    |     |     | DNQ  |     |     |     |       | 0       | 0       |
| —    | Jim Rigsby              | Maserati                 |     |     | DNQ  |     |     |     |       | 0       | 0       |
| —    | Bud Rose                | Bromme                   |     |     | DNQ  |     |     |     |       | 0       | 0       |
| —    | Bob Sweikert            | Wetteroth                |     |     | DNQ  |     |     |     |       | 0       | 0       |
| —    | Joel Thorne             | Thorne                   |     |     | DNQ  |     |     |     |       | 0       | 0       |
| —    | Billy DeVore            | Scopa                    |     |     | DNQ  |     |     |     |       | 0       | 0       |
| —    | Bill Vukovich           | Maserati                 |     |     | DNQ  |     |     |     |       | 0       | 0       |
| —    | Bill Vukovich           | Rounds                   |     |     | DNQ  |     |     |     |       | 0       | 0       |

| Legende  | Legende            | Legende                                                          |
| Farbe    | Abkürzung          | Bedeutung                                                        |
| -------- | ------------------ | ---------------------------------------------------------------- |
| Gold     | –                  | Sieg                                                             |
| Silber   | –                  | 2. Platz                                                         |
| Bronze   | –                  | 3. Platz                                                         |
| Grün     | –                  | Platzierung in den Punkten                                       |
| Blau     | –                  | Klassifiziert außerhalb der Punkteränge                          |
| Violett  | DNF                | Rennen nicht beendet (did not finish)                            |
| Violett  | NC                 | nicht klassifiziert (not classified)                             |
| Rot      | DNQ                | nicht qualifiziert (did not qualify)                             |
| Rot      | DNPQ               | in Vorqualifikation gescheitert (did not pre-qualify)            |
| Schwarz  | DSQ                | disqualifiziert (disqualified)                                   |
| Weiß     | DNS                | nicht am Start (did not start)                                   |
| Weiß     | WD                 | zurückgezogen (withdrawn)                                        |
| Hellblau | PO                 | nur am Training teilgenommen (practiced only)                    |
| Hellblau | TD                 | Freitags-Testfahrer (test driver)                                |
| ohne     | DNP                | nicht am Training teilgenommen (did not practice)                |
| ohne     | INJ                | verletzt oder krank (injured)                                    |
| ohne     | EX                 | ausgeschlossen (excluded)                                        |
| ohne     | DNA                | nicht erschienen (did not arrive)                                |
| ohne     | C                  | Rennen abgesagt (cancelled)                                      |
| ohne     | keine WM-Teilnahme |                                                                  |
| sonstige | P/fett             | Pole-Position                                                    |
| sonstige | 1/2/3/4/5/6/7/8    | Punktplatzierung im Sprint-/Qualifikationsrennen                 |
| sonstige | SR/kursiv          | Schnellste Rennrunde                                             |
| sonstige | *                  | nicht im Ziel, aufgrund der zurückgelegten Distanz aber gewertet |
| sonstige | ()                 | Streichresultate                                                 |
| sonstige | unterstrichen      | Führender in der Gesamtwertung                                   |